# Stazione di Bucheon
La stazione di Bucheon (부천역 - 富川驛, Bucheon-yeok) è una stazione della metropolitana di Seul servita dalla linea 1 nel quartiere di Sosa-gu a Bucheon, una città confinante con Seul nella provincia del Gyeonggi-do. Con oltre centomila utenti al giorno è una delle stazioni più utilizzate dell'area metropolitana di Seul.

## Struttura
La stazione è costituita da due banchine a isola che servono quattro binari totali.
| 1 | ● Servizio locale Linea 1   | per Guro, Seul, Cheongnyangni, Uijeongbu e Soyosan       |
| 1 | ● Servizio espresso Linea 1 | per Guro, Noryangjin e Yongsan                           |
| 3 | ● Servizio espresso Linea 1 | per Bupyeong, Juan e Dong-Incheon, Dongducheon e Soyosan |
| 4 | ● Servizio locale Linea 1   | per Bupyeong, Juan e Incheon                             |

## Stazioni adiacenti
| «       | Servizio   | »         |
| Linea 1 | Linea 1    | Linea 1   |
| ------- | ---------- | --------- |
| Sosa    | Locale     | Jung-dong |
| Yeokgok | Espresso B | Songnae   |
| Guro    | Espresso A | Bupyeong  |